# Fred Buljo
Fred-René Øvergård Buljo (6 de fevereiro de 1988), melhor conhecido como Fred Buljo, é um rapper e joiker norueguês Sámi. Buljo formou e faz parte do duo de rap Sámi Duolva Duottar, com Ole Mahtte Gaup, desde 2007. Em 2008, o grupo destacou-se durante a participação no Norske Talenter e chegou à final. Buljo é também um dos membros do supergrupo KEiiNO, juntamente com Alexandra Rotan e Tom Hugo. O grupo Keiino surgiu em finais de 2018 e participou no Melodi Grand Prix 2019, que nesse ano foi o vencedor selecionado como o grupo representante da Noruega no Festival Eurovisão da Canção 2019, terminando em sexto lugar.
Além de músico, Buljo fez parte do Parlamento Sámi como membro do partido Árja, como deputado de 2013 a 2016, e deputado e líder parlamentar no período de 2016-2017.

## Carreira musical

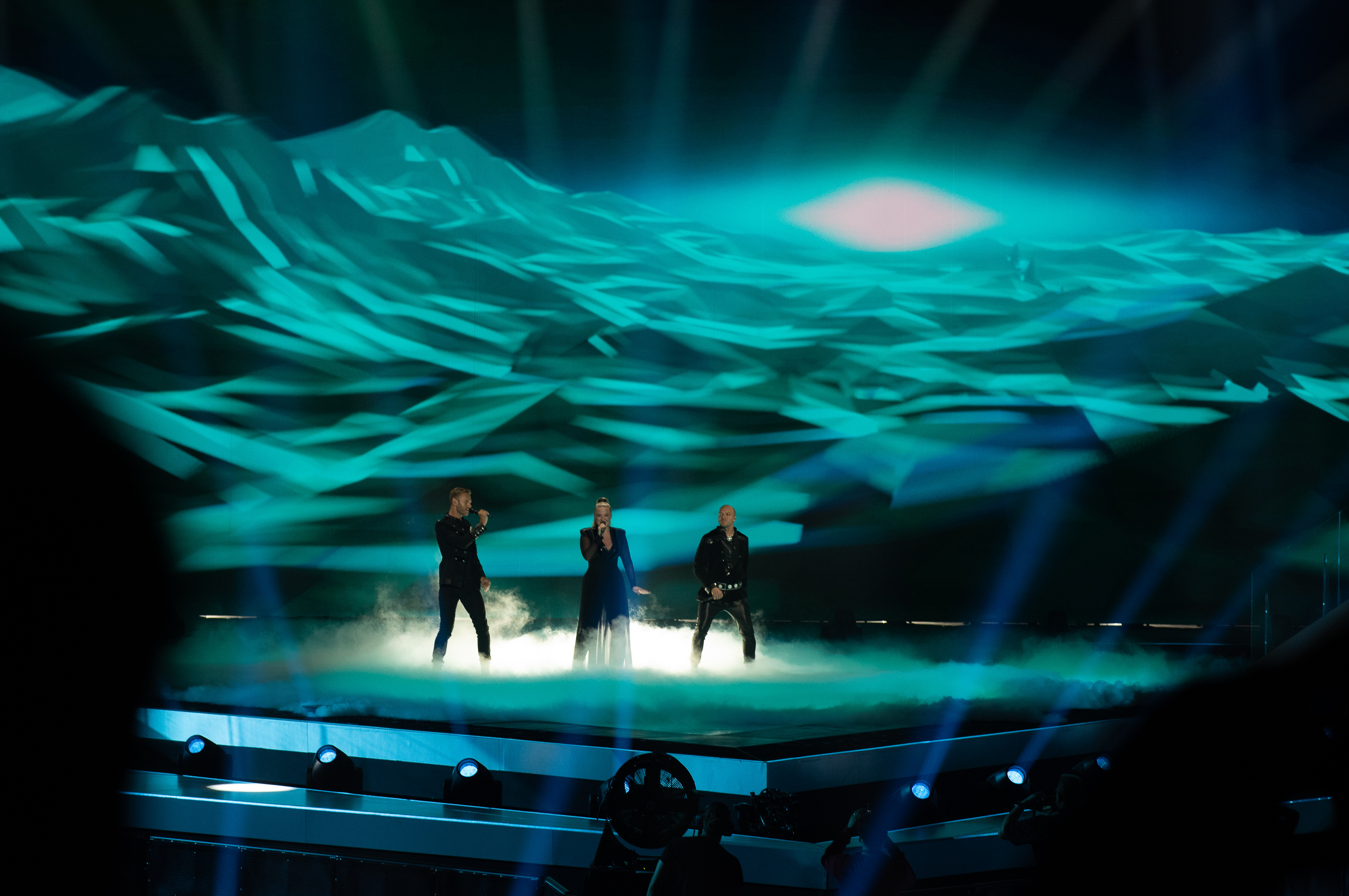
Buljo (direita) performance da canção "Spirit in the Sky" com Alexandra Rotan (centro) e Tom Hugo (esquerda) do grupo Keiino durante a preparação da atuação na Semi-final do Festival Eurovisão da Canção 2019 em Tel Aviv, Israel

Desde então, o artista tem feito tournées nos Países nórdicos e na Rússia, trabalhando como letrista e cantor. Em 2019, e representando no Melodi Grand Prix já parte do grupo KEiiNO conquistou o festival com a canção "Spirit in the Sky".

## Carreira política
Buljo também serviu no Parlamento Sámi da Noruega pelo partido Árja, primeiro como deputado de 2013 a 2016, e como MP e líder parlamentar no período parlamentar de 2016–2017.